# Quarteto de Alexandria
O Quarteto de Alexandria é uma tetralogia de romances do escritor Lawrence Durrell, publicados entre 1957 e 1960. Os primeiros três livros apresentam três perspectivas da mesma sequência de acontecimentos e personagens em Alexandria, antes e durante a II Guerra Mundial. O quarto livro passa-se seis anos mais tarde, em Corfu.
Como Durrell explicou no prefácio a Balthazar, os quatro romances são uma exploração da relatividade e das noções de continuo e da relação sujeito-objecto, tendo o amor moderno como tema. Como foi dito, os três primeiros livros apresentam a mesma sequência de acontecimentos sob diferentes pontos de vista, mostrando as perspectivas individuais acerca dos mesmos eventos. O quarto livro mostra a mudança ao longo do tempo.
Os quatro livros são:
- Justine (1957)
- Balthazar (1958)
- Mountolive (1958)
- Clea (1960)

Numa entrevista de 1959 à Paris Review, Durrel descreveu as ideias por detrás do Quarteto em termos de convergência das metafísicas ocidentais e orientais, baseada na rupturas realizadas por Einstein na visão tradicional sobre o universo material e por Freud na ideia de personalidades estáveis, abrindo caminho a um novo conceito da realidade.
O Quarteto serviu de base para o filme Justine, realizado por George Cukor em 1969.